# جير غوابر (شبخوسلات)
جیر غوابر (بالفارسية: جیرگوابر) هي قرية تقع في إيران في قسم شبخوسلات الريفي. يقدر عدد سكانها بـ 638 نسمة بحسب إحصاء 2016.